# 比爾斯河

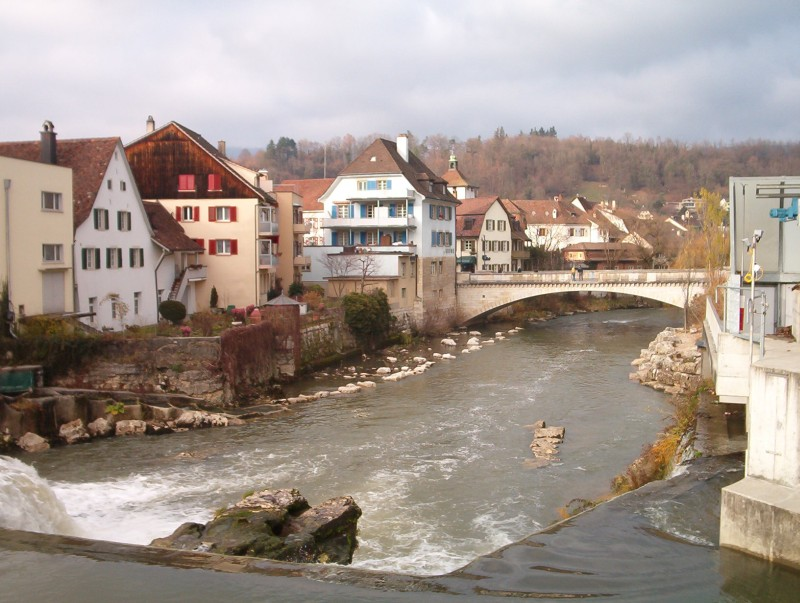

比爾斯河是瑞士的河流，屬於萊茵河的支流，發源自塔瓦訥西南面，流經侏羅山，河道全長73公里，集水區面積922平方公里，平均流量每秒15.4立方米。

## 外部連結
- Birs in the Historisches Lexikon der Schweiz （页面存档备份，存于）

47°35′N 7°36′E / 47.583°N 7.600°E